# 鸦嘴卷尾
鸦嘴卷尾（学名：Dicrurus annectens）为卷尾科卷尾属的鸟类。分布于尼泊尔、锡金、不丹、印度、孟加拉国、缅甸、泰国、马来半岛、苏门答腊岛、爪哇岛、加里曼丹岛以及中国大陆的云南、广西、海南等地，多见于热带、亚热带阔叶林和常绿林中。该物种的模式产地在尼泊尔。